# TV Grão Pará
TV Grão Pará é uma emissora de televisão brasileira sediada na cidade de Belém, capital do estado do Pará. Opera no canal 14 (15 UHF digital) e é afiliada à TV Gazeta.
A emissora pertenceu ao Grupo Rauland, responsável pela instalação da primeira rádio FM da Região Norte, a Rauland FM (95.1 MHz) já em 1975. A emissora de TV transmite alguns programas da rádio do mesmo nome.

## História

### TV Rauland (2001 a 2012)
A emissora foi montada na virada do século XX para o século XXI (desde a torre até os estúdios) com modernos equipamentos de exibição digitalizada (áudio estéreo) e totalmente automatizada. A excelente qualidade de áudio e vídeo foi comprovada pela transmissão experimental em todos os quadrantes de sua área de cobertura.
Após os testes, ofereceu às agências, produtoras, anunciantes e profissionais em vídeo o melhor retorno promocional. Com isso, a emissora iniciou suas atividades em 20 de abril de 2001, com o nome de TV Rauland. Inicialmente tinha programação independente (ou seja, sem nenhuma afiliação com alguma rede), o que permitiu espaço para as produções locais, com programação variada, porém a emissora ficava poucas horas no ar.
Em setembro do mesmo ano, no entanto, sem como manter a sua programação independente, firmou contrato de afiliação à RedeTV!. Em 1º de outubro, a TV Rauland trocou a programação independente (com poucos programas locais) por sua primeira afiliação a uma rede.
Com a afiliação, todos os programas locais foram colocados somente na manhã (pois na época a RedeTV! alugava horário da manhã para programas independentes), enquanto o restante era a programação da rede, incluindo os intervalos (que a Rauland inseria quando a rede dava espaço para afiliadas).
Em 15 de junho de 2006 troca a RedeTV! pela TV Gazeta. A RedeTV! passou ser transmitida pela TV Livre (atual RedeTV! Belém). Durante a transição da RedeTV! para a Gazeta, chegou a operar uma programação 100% local.
Em 2007, a TV Rauland troca a Gazeta pela recém-inaugurada TV JB, mas semanas depois, voltou a transmitir a Gazeta, cuja afiliação é mantida até hoje.

### TV Grão Pará (desde 2012)
Em outubro de 2012, a TV Rauland passa a se denominar TV Grão Pará após uma briga entre os irmãos sócios do Grupo Rauland que teve como pivô o radialista Jefferson Lima, que foi candidato a Prefeito de Belém naquela ocasião. A sociedade foi desfeita e desde então a TV e a Rádio passam a operar de maneira separada. Em comunicado oficial, porém, o grupo alega que a mudança foi para evitar conflito de marcas, sem maiores explicações.
Em 21 de agosto do mesmo ano, foi publicada pelo Diário Oficial da União na página 63, Portaria Nº 1579 do Ministério das Comunicações, em que foi consignada à TV Grão Pará o canal 15 (correspondente à faixa de frequência de 476 a 482 MHz) para transmissão de televisão digital. Em 21 de novembro de 2014 a emissora iniciou os testes do sinal digital.
Em 28 de agosto de 2015, os programas locais da TV Grão Pará (bem como comerciais e chamadas) passaram a ser exibidas em HD, porém a programação da TV Gazeta ainda era exibida em SD até que a rede disponibilizasse o sinal HDTV.
Em 2016, após anos sem um núcleo de jornalismo, a TV Grão Pará resolveu apostar em núcleo para notícias regionais. No início do semestre lançou boletins informativos, como o Grão Pará Notícias.
Em setembro de 2016, a emissora lançou um telejornal diário, o Gazeta do Povo. Gravado e exibido em dois horários, o conteúdo se baseia nas notícias do dia, através de matérias dos enviados especiais, com direito a análises e comentários do âncora Ricardo Kizan, apostando também na interatividade com os telespectadores através do WhatsApp do programa.

## Sinal digital
| Canal virtual | Canal digital | Resolução de tela | Programação                                    |
| ------------- | ------------- | ----------------- | ---------------------------------------------- |
| 14.1          | 15 UHF        | 1080i             | Programação principal da TV Grão Pará / Gazeta |

Em 21 de agosto do mesmo ano, foi publicada pelo Diário Oficial da União na página 63, Portaria Nº 1579 do Ministério das Comunicações, em que foi consignada à emissora, o Canal 15 (correspondente à faixa de frequência de 476 a 482 MHz) para transmissão de televisão digital.
Em 21 de novembro de 2014 a emissora iniciou os testes do sinal digital.
Em 28 de agosto de 2015 programas locais, comerciais, chamadas foram exibidas em HD, porém programas da TV Gazeta eram exibidas no formato SD até que a rede disponibilizasse o sinal HDTV.
Transição para o sinal digital
Com base no decreto federal de transição das emissoras de TV brasileiras do sinal analógico para o digital, a TV Grão Pará, bem como as outras emissoras de Belém, cessou suas transmissões pelo canal 14 UHF em 30 de maio de 2018, seguindo o cronograma oficial da ANATEL.